# Giovanni Verrando
Giovanni Verrando (San Remo, 1965) è un compositore italiano.

## Biografia
Allievo di Franco Donatoni, Giacomo Manzoni, Niccolò Castiglioni e Tristan Murail, insegna composizione alla Civica Scuola di Musica di Milano. 
Tra i fondatori di Repertorio Zero — ensemble dedito alla diffusione della musica contemporanea, che ha vinto il Leone d'argento alla Biennale di Venezia del 2011 — porta avanti una poetica sonora radicale, criticamente controversa, nell'ambito dell'inarmonico, cui ha dedicato anche, assieme ad altri autori, un saggio teorico: La nuova liuteria: orchestrazione, grammatica, estetica.

## Opere

### Opere liriche
- Alex Brücke Langer (2002-2003), Ed. Suvini Zerboni

### Musica sinfonica
- Polyptych (2007), Ed. Suvini Zerboni
- Triptych (2005-06), Ed. Suvini Zerboni
- Agile (2004), Ed. Suvini Zerboni
- Sottile (1996-1997), Ed. Suvini Zerboni

### Musica per ensemble misti
- Krummholz (2014), Ed. Suvini Zerboni
- Heterophonic #4 (2006), Ed. Suvini Zerboni
- Harmonic domains #2 (2005), Ed. Suvini Zerboni
- Memorial art show (2005), Ed. Suvini Zerboni
- Agile (2002-2003), Ed. Suvini Zerboni
- Il ruvido dettaglio celebrato da aby warburg (2002-2006), Ed. Suvini Zerboni
- Evanescente orchestra meccanica II (1999, rev. 2006), Ed. Suvini Zerboni
- 4 invenzioni sull'"Offerta musicale" (1995), Ed. Suvini Zerboni
- Accanto alla quiete (1993), Ed. Suvini Zerboni
- Discanto (2000), Ed. Suvini Zerboni

### Musica da camera
- Quartetto nº 3 (2003), Ed. Suvini Zerboni
- Second born unicorn, remind me what we're fighting for (2002), Ed. Suvini Zerboni
- First born unicorn, remind me what we're fighting for (2001), Ed. Suvini Zerboni
- Quartetto nº 2 (1998-1999), Ed. Suvini Zerboni
- 3 opere misurate (1994-1995), Ed. Suvini Zerboni
- Movimento discreto (1994), Ed. Suvini Zerboni
- Prima consecutio (1992-1993), Ed. Suvini Zerboni
- Esprit de l'esprit II (1992), Ed. Suvini Zerboni
- Animismus (1992), Ed. Suvini Zerboni
- Come minime conversazioni (1989), Ed. Suvini Zerboni

## Pubblicazioni
- Giovanni Verrando e AA.VV., La nuova liuteria: orchestrazione, grammatica, estetica, Milano, Suvini Zerboni, 2012, ISBN 9788890069185.